# Yangudi-Rassa-Nationalpark
Der Yangudi-Rassa-Nationalpark hat eine Ausdehnung von 4731 km² und befindet sich in der Region Afar, 500 Kilometer nordöstlich von Addis Abeba in Äthiopien. Der Park befindet sich in Höhenlagen zwischen 400 m und 1459 m. Tageshöchsttemperaturen können über 42 Grad Celsius erreichen. Niederschlag gibt es wenig, dadurch besteht die Vegetation in dieser Halbwüste hauptsächlich aus halbtrockenen Gräsern und Savanne. Der Schutzstatus des Nationalparks wurde noch nicht umgesetzt. 

## Geschichte
Der Yangudi-Rassa-Nationalpark wurde 1969 zum Schutz des Afrikanischen Wildesels (Equus africanus) eingerichtet, der heute im Gebiet allerdings ausgestorben ist. Bereits 1994 konnten keine Wildesel mehr bestätigt werden. Im Jahr 2007 wurde erklärt, dass der Wildesel im Nationalpark ausgestorben ist. Im benachbarten Mile-Serdo-Wildeselreservat gibt es noch einen offenbar stabilen kleinen Bestand der seltenen Art.

## Tierwelt

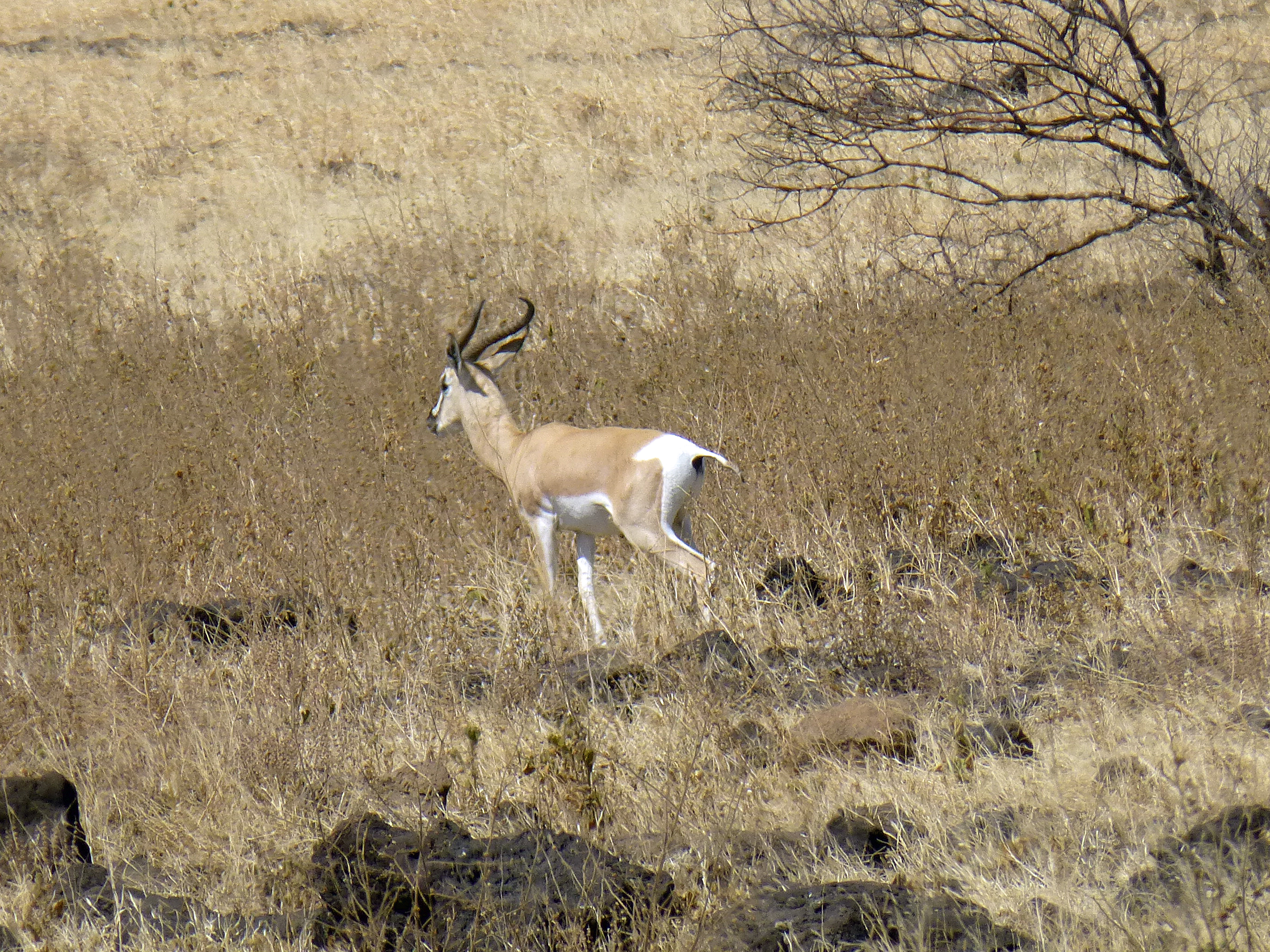
Sömmerringgazelle im Nationalpark

Der Park bietet Lebensraum für 36 Säugetierarten, darunter Oryxantilopen, Sömmerringgazellen, Warzenschweine, Giraffengazellen, Grevyzebras, Große und Kleine Kudus. 
Raubtiere sind durch Servale, Geparden, Leoparden und Afrikanische Goldwölfe vertreten.
Außerdem kommen etwa 140 Vogelarten, darunter zwei Endemiten, in diesem Park vor. Unter den Vögeln sind besonders der Afrikanische Strauß, der Zwergflamingo und die Arabientrappe bemerkenswert.